# Gui Congyou
Gui Congyou (kinesiska: 桂从友), född i maj 1965 i Tongcheng, Anhui, är en kinesisk diplomat som mellan 2017 och 2021 var Folkrepubliken Kinas ambassadör i Sverige.

## Bakgrund
Gui Congyou föddes i ormens år som sjunde barnet i en syskonskara på 10 barn till illiterata lantbrukare i staden Tongcheng i provinsen Anhui, över 100 mil från Peking. Gui var enligt egen utsago en "busig pojke", men började ta sina studier i byskolan på allvar från högstadiet och lyckades bli en av ett fåtal elever som provinsen fick skicka till högskolan. Han hade valt engelska som huvudspråk, men eftersom Kinas och Sovjetunionens relationer höll på att förbättras 1984, då han kom till Renminuniversitetet i Peking, fick han byta sitt språkval till ryska. Däremot fick han själv välja sitt huvudämne internationella relationer och organisationer, ett ämne som låg under juridikinstitutionen, vilket förklarar varför det står magisterexamen i juridik i hans curriculum vitae.

## Karriär
Gui har en magisterexamen i juridik. 
- 1991–1994 arbetade han på den politiska avdelningen hos Kinas kommunistiska partis centralkommitté, som är partiets högsta organ mellan kongresserna.[4]
- 1994 skickades han av Kina som tredjesekreterare till kinesiska ambassaden i Moskva.[4]
- 1997–2003 arbetade han vid enheten för europeiska och centralasiatiska frågor hos Kinas utrikesdepartement, först som tredjesekreterare, sedan som andresekreterare, därefter som biträdande avdelningsdirektör och slutligen som avdelningschef.
- 2003–2009 arbetade han som rådgivare vid Kinas ambassad i Moskva.
- 2009–2017 arbetade han i seniora positioner vid enheten för europeiska och centralasiatiska frågor vid Kinas utrikesdepartement, 2009–2010 som rådgivare, 2010–2015 som biträdande generaldirektör och 2015–2017 som generaldirektör.[2]

Den rysktalande Gui Congyou har under sin karriär deltagit i ett otal möten med Rysslands president Vladimir Putin, och toppmöten mellan Folkrepubliken Kinas högsta ledare Xi Jinping och Putin. Gui Congyou har även varit med under Xi Jinpings resor till tidigare sovjetstater.

## Ambassadör i Sverige
Gui utsågs till Kinas ambassadör i Stockholm i augusti 2017 och installerades 28 september 2017.
Gui var under sin ambassadörstjänst i Sverige vid flera tillfällen aktiv med påtryckningar mot svenska medier och regeringen och blev därmed en tidig representant för Kinas vargkrigardiplomati. Han kritiserade publiceringar som framställde Kina på ett ofördelaktigt sätt, samt hotade med motåtgärder och restriktioner inom handel och ekonomi då medlemmar ur regeringen närvarade vid Svenska PEN:s utdelning av Tucholskypriset till den i Kina fängslade bokförläggaren Gui Minhai. SVT rapporterade i januari 2020 att Kinas ambassad under Guis ledning utfört systematiska påtryckningar mot svenska medier. Ambassadören hade blivit uppkallad till Utrikesdepartementet 40 gånger för utfrågning om sina försök till påverkan av Kinarapportering. På grund av påtryckningarna mot medier tog Kristdemokraterna, Sverigedemokraterna och Vänsterpartiet i januari 2020 ställning för att Gui skulle förklaras persona non grata och utvisas. I april 2021 upprepades dessa krav, då det uppdagats att kinesiska ambassaden skickat hotfulla mail och utövat påtryckningar mot en journalist på Expressen.
Gui avgick som svensk ambassadör i Sverige i september 2021.